# فرودگاه اسکیکدا
فرودگاه اسکیکدا (به انگلیسی: Skikda Airport) یک فرودگاه همگانی با کد یاتا SKI است که یک باند فرود بتن دارد و طول باند آن 1337 (est) متر است. این فرودگاه در کشور الجزایر قرار دارد .